# Альфред-Інгемар Берндт
Альфред-Інгемар Берндт (нім. Alfred-Ingemar Berndt; 22 квітня 1905 — 28 березня 1945) — німецький офіцер, бригадефюрер СС. Один із керівників нацистської пропаганди. Кавалер Німецького хреста в золоті.

## Біографія
Син залізничного інспектора. Після закінчення гімназії вивчав германістику в Берліні. У 1924 вперше вступив в НСДАП (квиток №24 688) і СА, повторно вступив в партію в 1925 році (короткочасно) і в травні 1932 року  (квиток № 1 101 961); один з творців Союзу східних німців. У 1924-26 редактор пронацистського «Німецького щоденного листка», потім деякий час працював редактором в різних провінційних виданнях. На початку 1930-х років прийнятий на посаду редактора східної політики в офіційне німецьке інформаційне агентство — ВТБ. Після приходу нацистів до влади в лютому 1933 року призначений імперським уповноваженим в ВТБ, а з червня став його головним редактором. Керував перетворенням ВТБ в «Німецьке інформаційне бюро» (ДНБ). 16 жовтня 1934 року вступив в СС (квиток № 242 890). У 1936 року призначений заступником прес-секретаря імперського уряду Вальтера Функа. Курирував відділ преси Імперського міністерства народної освіти і пропаганди. Одночасно з 1 грудня 1937 по 9 листопада 1944 року значився в СД. У серпні 1939 року очолив відділ радіо міністерства — одну з провідних пропагандистських служб Німеччини. Одночасно був головою Німецького робітничого радіотовариства, головою Наглядової ради Німецького радіо (Берлін) і керівником управління «Радіо» в системі Імперського керівництва НСДАП. Був також головним редактором Німецького телеграфного бюро. Як «старого бійця» користувався великим впливом в міністерстві. З березня по серпень 1940 року у складі вермахту брав участь у Французькій кампанії. Повернувшись в міністерство, будучи неврівноваженою людиною і поганим професіоналом, фактично передоручив свої обов'язки своєму заступнику В. Діверго, який і замінив його у вересня 1941 року на чолі радіо Німеччини. З вересня 1941 року — начальник відділу німецької преси міністерства. У 1941 році вступив в армію і був направлений в Північну Африку, в 1941-43 роках — шеф-ад'ютант генерала Ервіна Роммеля. З 1945 року —  командир 2-го батальйону 5-го танкового полку 5-ї танкової дивізії СС «Вікінг». Загинув у бою.

## Звання
- Штурмбаннфюрер СА
- Штурмбаннфюрер СС (16 жовтня 1934)
- Оберштурмбаннфюрер СС (1 січня 1935)
- Штандартенфюрер СС (20 квітня 1936)
- Міністерський радник (5 червня 1936)
- Оберфюрер СС (10 вересня 1939)
- Міністерський диригент
- Фельдфебель резерву
- Лейтенант резерву (серпень 1940)
- Міністерський директор (1941)
- Обер-лейтенант резерву (30 січня 1942)
- Гауптман резерву (1 січня 1943)
- Бригадефюрер СС (20 квітня 1943)
- Гауптштурмфюрер резерву військ СС (7 вересня 1944)

## Нагороди
- Знак гау
- Почесний кут старих бійців
- Золотий партійний знак НСДАП
- Німецька імперська відзнака за фізичну підготовку
- Почесна шпага рейхсфюрера СС
- Кільце «Мертва голова»
- Медаль «За вислугу років у НСДАП» в бронзі (10 років)
- Медаль «За вислугу років у СС» 4-го і 3-го ступеня (8 років)
- Хрест Воєнних заслуг 2-го і 1-го класу
- Залізний хрест
  - 2-го класу (27 травня 1940)
  - 1-го класу (6 червня 1940)
- Срібна медаль «За військову доблесть» (Італія) (2 липня 1941)
- Нагрудний знак «За участь у загальних штурмових атаках»
- Нагрудний знак «За танкову атаку»
- Німецький хрест в золоті (17 липня 1943)
- Нарукавна стрічка «Африка»
- Нагрудний знак «За поранення» в сріблі